# Indische Cricket-Nationalmannschaft in Südafrika in der Saison 1996/97
Die Tour der indischen Cricket-Nationalmannschaft nach Südafrika in der Saison 1996/97 fand vom 26. Dezember 1996 bis zum 20. Januar 1997 statt. Die internationale Cricket-Tour war Bestandteil der Internationalen Cricket-Saison 1996/97 und umfasste drei Tests. Südafrika gewann die Serie 2–0.

## Vorgeschichte
Beide Mannschaften spielten zuvor eine Tour gegeneinander in Indien, wobei Indien sowohl die Test-, als auch die ODI-Serie für sich entscheiden konnte.

## Stadien
Die folgenden Stadien wurden für die Tour als Austragungsort vorgesehen:
| Stadion                  | Stadt        | Kapazität | Spiele  |
| ------------------------ | ------------ | --------- | ------- |
| Sahara Stadium Kingsmead | Durban       | 25.000    | 1. Test |
| Wanderers Stadium        | Johannesburg | 34.000    | 3. Test |
| Newlands Cricket Ground  | Kapstadt     | 25.000    | 2. Test |

## Kaderlisten
Die folgenden Kader wurden von den Mannschaften benannt:
| Test | Test |
| Südafrika | Indien |
| --- | --- |
| - Hansie Cronje (K) - Paul Adams - Adam Bacher - Daryll Cullinan - Allan Donald - Herschelle Gibbs - Andrew Hudson - Gary Kirsten - Lance Klusener - Shaun Pollock - Brian McMillan - David Richardson (wk) | - Sachin Tendulkar (K) - Mohammad Azharuddin - Rahul Dravid - Dodda Ganesh - Sourav Ganguly - David Johnson - Anil Kumble - VVS Laxman - Nayan Mongia (wk) - Venkatesh Prasad - Woorkeri Raman - Vikram Rathour - Javagal Srinath |

## Tests

### Erster Test in Durban
| 26. – 28. Dezember Scorecard | Durban | Südafrika 235 (86) & 258 (70)  | – | Indien 100 (39.1) & 66 (34.1) |
|                              |        | Südafrika gewinnt mit 328 Runs |   |                               |

Indien gewann den Münzwurf und entschied sich als Feldmannschaft zu beginnen. Als Spieler des Spiels wurde Andrew Hudson ausgezeichnet.

### Zweiter Test in Kapstadt
| 2. – 6. Januar Scorecard | Kapstadt | Südafrika 529 (162.5) & 256 (72) | – | Indien 359 (92.2) & 144 (66.2) |
|                          |          | Südafrika gewinnt mit 282 Runs   |   |                                |

Südafrika gewann den Münzwurf und entschied sich als Schlagmannschaft zu beginnen. Als Spieler des Spiels wurde Brian McMillan ausgezeichnet.

### Dritter Test in Johannesburg
| 16. – 20. Januar Scorecard | Johannesburg | Indien 410 (150.3) & 266 (83) | – | Südafrika 321-8d (89.1) & 228-8 (68) |
|                            |              | Remis                         |   |                                      |

Indien gewann den Münzwurf und entschied sich als Schlagmannschaft zu beginnen. Als Spieler des Spiels wurde Rahul Dravid ausgezeichnet.